# Errore di sistema
Errore di sistema (Permanent Record) è l'autobiografia dell'ex consulente informatico della CIA e attivista Edward Snowden. Il libro è stato pubblicato il 17 settembre 2019. Snowden scelse tale data di proposito perché l'uscita coincidesse con il giorno della Costituzione degli Stati Uniti d'America (avvenuta il 17 settembre 1787). In quello stesso giorno l'autobiografia si posizionava al secondo posto i best seller di saggistica del New York Times.